# 阿斯科佩
阿斯科佩（西班牙語：Ascope），是秘魯的城鎮，位於該國西北部拉利伯塔德大區，是阿斯科佩省的首府，海拔高度230米，居民主要使用西班牙語，2013年人口10,560。
07°42′49.78″S 79°06′27.60″W / 7.7138278°S 79.1076667°W